# Neonauclea pallida
Neonauclea pallida là một loài thực vật có hoa trong họ Thiến thảo. Loài này được (Reinw. ex Havil.) Bakh.f. mô tả khoa học đầu tiên năm 1963.